# Cheick Diallo (football)
Pour les articles homonymes, voir Diallo.
Cheick Diallo (parfois orthographié Cheik Diallo), de son nom complet Sékou Cheick Fantamady Diallo, est un footballeur malien né le 12 avril 1951 à Mopti (Mali). Il évolue au poste d'attaquant dans les années 1970 et 1980.
Après sa carrière de joueur, il se reconvertit comme entraîneur puis dirigeant de club.

## Biographie

### Le joueur
Après des débuts au Mali, Cheick Diallo s'envole pour la France en 1974. Il joue notamment au Troyes AF et au FC Metz.
En 1980-1981 il effectue une dernière saison en D1 avant d'être placé sur la liste des transferts par le Stade lavallois. Il rejoint alors Toulon en D2.
Il dispute un total de 184 matchs en Division 1, inscrivant 67 buts dans ce championnat. Il dispute également 81 matchs en Division 2, pour un total de 38 buts.

### L'entraîneur
Après sa carrière de joueur, il devient entraîneur du Stade malien et des sélections nationales espoirs, cadets et junior du Mali. Il fut également adjoint d'Henryk Kasperczak, d'Henri Stambouli puis d'Alain Giresse en équipe nationale A.

### Le dirigeant
De 2021 à 2022 il est président du Stade malien de Bamako, après avoir été directeur sportif puis coordinateur général du club.

## Carrière de joueur
- 1970-1974 :  Stade malien de Bamako
- 1974-1975 :  AS Cannes
- 1975-1978 :  Troyes AF
- 1978-1980 :  FC Metz
- 1980-1981 :  Stade lavallois
- 1981-1983 :  SC Toulon
- 1983-1984 :  CS Meaux
- 1984-1985 :  PL Troyes[3]

## Palmarès
- International malien (nombre de sélections inconnu)
- Vice-champion de France de Division 2 en 1983 avec le Sporting Toulon Var